# Wilcove
Wilcove – wieś w Anglii, w Kornwalii. Leży 100 km na wschód od miasta Penzance i 312 km na południowy zachód od Londynu.